# Красильников, Виктор Александрович
Виктор Александрович Красильников (1900 — 1963) — советский литературный критик.

## Биография
Печатался с 1925. Член «Кузницы».
Критические работы посвящены, главным образом, разбору произведений пролетарской прозы, поэзии и крестьянской литературы. Написаны в журнально-фельетонном стиле.
Опубликовал рецензии на книги С. Есенина «Березовый ситец» (М.,1925), «О России и революции» (М., 1925), «Русь советская» (Баку, 1925), «Персидские мотивы» (М.,1925), отмечал, что С. Есенин «ввёл в законное стиховое употребление много неизвестных деревенских провинциализмов и часто они так остро поставлены (например, на рифме), что неосведомленному читателю просто хочется считать их словообразованиями поэта». В качестве иллюстрации он привёл рифму «выбель — гибель», где «выбель» в словаре В. И. Даля отмечается как «выцветающая гниль, плесень»;
указывал на значимость этих произведений, «прежде всего, в социальности и революционности тем», хотя автору «придется много поработать, отбросив за ненужностью некоторую часть приемов старой лирики, нередко бившей на эффект скандала. На пути формальных переоценок и исканий стоит и сам поэт…».
Отзывался отрицательно о брошюрах А. Кручёных и книге А. Ревякина «Чей поэт Есенин? (Беглые заметки)» (М., 1926).
В рецензии на изданный в 1927 году сборник «Избранный Есенин» подчёркивал: «В то время, когда вокруг имени Есенина еще не утихли жестокие споры, мощное Государственное издательство выпускает книгу без имени редактора и без какой бы то ни было попытки дать объективную оценку покойному поэту». Отстаивал Есенинские позиции.